# Jenny McCarthy
Jenny McCarthy, född 1 november 1972 i Chicago, Illinois, är en amerikansk fotomodell och skådespelare.
Jenny McCarthy var Playboys Playmate of the Month i oktober 1993 och Playmate of the Year 1994. 
Hon har en son vid namn Evan som 2005 diagnostiserades med autism. År 2007 gav hon ut boken Louder than Words: A Mother's Journey in Healing Autism om sin sons autism. Jenny McCarthy påstår, att vaccin har orsakat hennes sons autism, trots att inga vetenskapliga studier tyder på detta. Hon menar att Evan idag är botad från autismen.
Jenny McCarthy var tillsammans med Jim Carrey under åren 2005–2010.
Hon är kusin med Melissa McCarthy.

## Filmografi i urval
Som skådespelare

- 1995 – Things to Do in Denver When You're Dead
- 1996 – Baywatch (TV-serie) (1 avsnitt, som sig själv)
- 1998 – BASEketball
- 1999 – Tummen mitt i handen (TV-serie) (1 avsnitt)
- 2000–2003 – Just Shoot Me! (TV-serie) (3 avsnitt)
- 2000 – Scream 3
- 2001–2002 – The Drew Carey Show (TV-serie) (2 avsnitt)
- 2003 – Förhäxad (TV-serie) (1 avsnitt)
- 2003 – Inte helt perfekt (TV-serie) (3 avsnitt)
- 2003 – Scary Movie 3
- 2003 – Våran Scooby-Doo (TV-serie) (röstroll, 1 avsnitt)
- 2004 – Hope & Faith (TV-serie) (3 avsnitt)
- 2005 – Dirty Love
- 2005 – Stacked (TV-serie) (1 avsnitt)
- 2006 – John Tucker Must Die (röstroll)
- 2006 – My Name Is Earl (TV-serie) (1 avsnitt)
- 2008 – Command & Conquer: Red Alert 3
- 2007–2011 – 2 1/2 män (TV-serie) (8 avsnitt)
- 2009 – Chuck (TV-serie) (1 avsnitt)
- 2010 – Sammys äventyr – Den hemliga vägen (amerikansk röstversion)